# Oreste Garaccioni
Oreste Garaccioni (Torino, 1881 – post 1925) è stato un pittore italiano.

## Biografia
Nato nella località di Sassi a Torino, percorse gli studi classici e legali (nel 1907 risulta presso l'Università di Torino), e contemporaneamente apprese la pittura da Giuseppe Cavalla, fra i più autorevoli ritrattisti piemontesi del tempo. Nel 1901 fu ammesso alla scuola allievi fanteria per lo svolgimento del servizio militare. Nel 1908 divenne maestro.
Nel 1910 espose per la prima volta alla Promotrice genovese il quadro Riflessione. Particolarmente eclettico, si cimentò in diverse tecniche e soggetti, fra i quali nudi, paesaggi, nature morte, ma fu specialmente ritrattista. Fra questi ultimi si ricordano quello della Contessa Taylor Damna, quello della Contessa Cisa Varnante nata Ravanasco, della Signora Matrena Orlof, della Contessa Maria Petrowna e del Principe Pajarschi.
Nel 1920 risulta disporre di uno studio pittorico su due piani in via Luigi Ornato 6 a Torino, per il quale chiese un preventivo d'intervento all'ingegnere Carlo Mario Zuccarelli, nello stile di quelli già in uso ai pittori Morgari e Giacomo Grosso. Il 6 maggio 1924 il consiglio di disciplina del provveditorato di Torino lo licenziò dal suo posto di maestro (le motivazioni all'epoca potevano essere varie, da semplice irreperibilità, a sopraggiunta malattia, a effettive carenze), ma fece ricorso alla commissione ministeriale e la sanzione fu tramutata in una semplice sospensione di tre mesi.
Le sue opere sono esposte in Italia, Francia e Stati Uniti.
Fra i suoi soggetti più ricorrenti vi è quello di una fanciulla dai capelli corvini seminuda, sensualmente adagiata sul letto e rivolta verso il pittore con un'espressione seducente e ipnotica. Il soggetto è stato prodotto in molti dipinti di varie dimensioni, ed è conosciuto con diversi nomi (Nudo di donna reclinata, Nudo disteso, La sigaretta, Nudo femminile sdraiato). Un suo altro dipinto, il Ritratto di Mario Buffoni è custodito presso la collezione dell'Istituto dei Ciechi di Milano.